# Chris Rigg
Christopher John Rigg (* 18. Juni 2007 in Hebburn) ist ein englischer Fußballspieler, der als Mittelfeldspieler bei AFC Sunderland in der EFL Championship unter Vertrag steht.

## Karriere

### Verein
Geboren in Hebburn, kam Rigg während seiner Grundschulzeit zum AFC Sunderland. Er wurde erstmals bei einem Spiel gegen den FC Blackpool im Januar 2023 in den Kader der ersten Mannschaft berufen. Sein Profidebüt gab Rigg im Alter von nur 15 Jahren am 7. Januar 2023 im Spiel gegen Shrewsbury Town, als er beim 2:1-Sieg für Édouard Michut eingewechselt wurde und damit zum zweitjüngsten Spieler in der Geschichte von Sunderland wurde, nur übertroffen von Derek Forster, der sein Debüt 1964 gab. Nach seinem Debüt wurde er in die erste Mannschaft von Sunderland befördert, wobei er nur ein oder zwei Tage pro Woche mit der Mannschaft trainieren konnte, da er zu dieser Zeit noch zur Schule ging. Sein erstes Pflichtspieltor für Sunderland erzielte er am 8. August 2023 im EFL-Cup gegen Crewe Alexandra, womit er nicht nur der jüngste Torschütze von Sunderland, sondern auch der jüngste Torschütze in der Geschichte dieses Wettbewerbs wurde. Am 2. September erzielte Rigg sein erstes Tor in der EFL Championship gegen den FC Southampton zum 5:0-Endstand. Damit wurde er der jüngste Torschütze in der Geschichte von Sunderland und brach den Rekord, den Jimmy Hamilton über ein halbes Jahrhundert lang gehalten hatte.

### Nationalmannschaft
Rigg hat England in der Jugendnationalmannschaft vertreten und war Kapitän der englischen U-16-Auswahl, bevor er im Alter von fünfzehn Jahren in die U-17-Auswahl berufen wurde. Mit der Nationalmannschaft nahm er an der U-17-Weltmeisterschaft 2023 und der U-17-Europameisterschaft 2024 teil.